# Cucullia fraterna
Cucullia fraterna là một loài bướm đêm trong họ Noctuidae.